# Ceratophysella tolteca
Ceratophysella tolteca är en urinsektsart som beskrevs av Riozo Yosii 1962. Ceratophysella tolteca ingår i släktet Ceratophysella och familjen Hypogastruridae. Inga underarter finns listade i Catalogue of Life.